# Liste der Autobahnen in Nordmazedonien

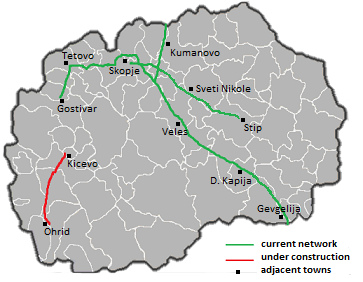
Aktuelles Autobahnnetz in Nordmazedonien
in Betrieb
in Bau

Die Liste der Autobahnen in Nordmazedonien führt alle Autobahnen in Nordmazedonien auf. Die Strecken werden vom Öffentlichen Unternehmen für Staatsstraßen (mazedonisch Јавно Претпријатие за Државни Патишта Javno Pretprijatie za Državni Patišta; albanisch Ndërmarrja Publike për Rrugë Shtetërore) betrieben und verwaltet. Gebaut werden sie vom Ministerium für Verkehr und Kommunikation.
Die Autobahnen in Nordmazedonien sind mautpflichtig. Die gesetzlich vorgeschriebene Höchstgeschwindigkeit liegt bei 130 km/h.

## Geschichte
Das erste Projekt zum Bau einer Autobahn in Nordmazedonien wurde im Jahr 1966 vorgestellt. Sie war Teil der Autoput Bratstvo i jedinstvo, welche die Grenzen Jugoslawiens zu Österreich und Italien mit derjenigen zu Griechenland verband. Sie führte durch die ganze Föderation und verband vier der sechs Teilrepubliken mit Mitteleuropa.
1980 wurde der etwa 115 Kilometer lange Abschnitt Kumanovo–Veles–Negotino–Demir Kapija eröffnet und gilt somit als erste Autobahn Nordmazedoniens. Später wurde sie um einen Anschluss nach Skopje und zum Flughafen Skopje ergänzt. Viel später, nach der Unabhängigkeit Nordmazedoniens 1991, kamen die Abschnitte Kumanovo–Tabanovce (Grenze zu Serbien) und Smokvica–Gevgelija (Grenze zu Griechenland) hinzu.
Im Jahr 2000 wurde die Strecke Skopje–Tetovo–Gostivar eröffnet. Und 2008 wurde die Nordumfahrung von Skopje dem Verkehr freigegeben.
Am 30. September 2011 wurde die Nummerierung der Autobahnen in Nordmazedonien geändert. Bis dahin wurden die Autobahnen mit dem Präfix M gekennzeichnet. Seitdem werden sie mit dem Präfix A gekennzeichnet. Mit der Änderung wurden auch einige Autobahnen umnummeriert bzw. umbenannt.
Im Februar 2014 wurde mit dem Bau Autobahn zwischen Kičevo und Ohrid sowie der Bau der Autobahn zwischen Skopje und Štip begonnen.
Am 5. Juni 2019 wurde die Autobahn zwischen Skopje und Štip eröffnet.
Seit 2022 wird nördlich von Skopje eine weitere Autobahn gebaut, die bis zur kosovarischen Grenze führen soll.

## Autobahnen

Zeichen für die Autobahn

### Übersicht (seit 2011)
| Nr.   | Europastraßen     | Bezeichnung          | Von (Nord bzw. West) | Via                                                                                  | Bis (Süd bzw. Ost)         | Gesamtlänge | Als Autobahn ausgebaut |
| ----- | ----------------- | -------------------- | -------------------- | ------------------------------------------------------------------------------------ | -------------------------- | ----------- | ---------------------- |
| A1    | E75               | Avtopat Prijatelstvo | Tabanovce / Serbien  | Kumanovo – Miladinovci – Veles – Negotino – Miravci                                  | Gevgelija / Griechenland   | 0.173,0 km  | 173,0 km               |
| A1    | E75               | Avtopat Prijatelstvo | Gradsko              | Prilep                                                                               | Vozarci                    | 0.049,0 km  | 000,0 km               |
| A2    | E65 · E852 · E871 | Маjka Teresa         | Radožda / Albanien   | Ohrid – Kičevo – Gostivar – Tetovo – Skopje – Miladinovci – Kumanovo – Kriva Palanka | Uzem / Bulgarien           | 0.306,0 km  | 091,0 km               |
| A3    | E65 · E852        |                      | Ohrid                | Resen – Bitola – Prilep – Veles – Štip – Opština Kočani                              | Delčevo / Bulgarien        | 0.310,0 km  | 000,0 km               |
| A3    | E65 · E852        | Bitola               | Kravari              | Medzhitlija / Griechenland                                                           | 0.021,0 km                 | 000,0 km    |                        |
| A4    | E65               | Goze Deltschew       | Blatse / Kosovo      | Skopje – Miladinovci – Sveti Nikole – Štip – Radoviš – Strumica                      | Novo Konjarevo / Bulgarien | 0.223,0 km  | 057,0 km               |
| Summe | Summe             | Summe                | Summe                | Summe                                                                                | Summe                      | 1.082,0 km  | 321,0 km               |

### Übersicht (bis 2011)
| Alte Nr. (bis 2011) | Neue Nr. (seit 2011) | Verlauf | Gesamtlänge |
| ------------------- | -------------------- | --- | ----------- |
| M1                  | A1                   | SRB-A1 – Kumanovo – Miladinovci – Veles – Gevgelija – GR-A1                                                                                  | 178,43 km   |
| M2                  | A2                   | Kumanovo (Verzweigung mit M1) – Rankovce – Kriva Palanka – Bulgarien                                                                         | 73,574 km   |
| M3                  | A4                   | Petrovec (Verzweigung mit M1) – Skopje – Momin Potok (Verzweigung mit M4) – Kosovo                                                           | 39,65 km    |
| M4                  | A2                   | Miladinovci (Verzweigung mit M1) – Umfahrung Skopje – Tetovo – Gostivar – Kičevo – Podmolje – Struga – Albanien                              | 193,614 km  |
| M5                  | A3                   | Podmolje (Verzweigung mit M4) – Ohrid – Resen – Bitola – Berovci – Prilep – Veles (Verzweigung mit M1) – Štip – Kočani – Delčevo – Bulgarien | 310,269 km  |
| M5K                 | A3                   | Bitola (Verzweigung mit M5) – GR-A27 | 21,0 km     |
| M6                  | A4                   | Štip (Verzweigung mit M5) – Radoviš – Strumica – Bulgarien                                                                                   | 94,612 km   |
| M7                  | nicht vergeben       | Debar – Kičevo – Prilep – Negotino – Goračino (Verzweigung mit M6)                                                                           | ? km        |

In Nordmazedonien kreuzen sich die Paneuropäischen Verkehrskorridore VIII und X, welche die Nachbarländer Serbien und Griechenland bzw. Albanien und Bulgarien verbinden.

### A1 (alt M1) „Autobahn Freundschaft“
Die A1 ist auf dem gesamten Strecke fertiggestellt und als Autobahn befahrbar.
Momentan werden auf zwei Streckenabschnitten Sanierungsarbeiten durchgeführt. Die Arbeiten auf dem ersten Abschnitt zwischen Kumanovo und Petrovec begannen Mitte 2021. Da das Bauunternehmen in Insolvenz ging und die Arbeiten ruhen ließ, konnte die Sanierung nicht abgeschlossen werden. Aufgrund der erforderlichen Neuausschreibung der Arbeiten wurden die Arbeiten erst seit April 2023 fortgeführt. Ein Abschluss auf der Westseite der Autobahn wird bis Ende 2023 erwartet.[veraltet]
Im weiteren Verlauf wird der Abschnitt zwischen Gradsko und Damir Kapija grundsaniert. Der Abschnitt befindet sich in sehr schlechtem Zustand, sodass die östliche Richtungsfahrbahn in diesem Bereich bereits komplett gesperrt ist und der Verkehr über Landstraßen umgeleitet werden muss. Auf der Westseite der Autobahn läuft der Verkehr mit Einschränkungen weiter. Die Sanierung soll bis Mitte 2024 [veraltet] andauern.

### A2 (alt M2 und M4) „Mutter Teresa“
Die A2 ist Teil des Paneuropäischen Verkehrskorridors VIII, welcher Albanien (Durrës und Vlora) und Bulgarien (Burgas und Warna) verbinden soll. 

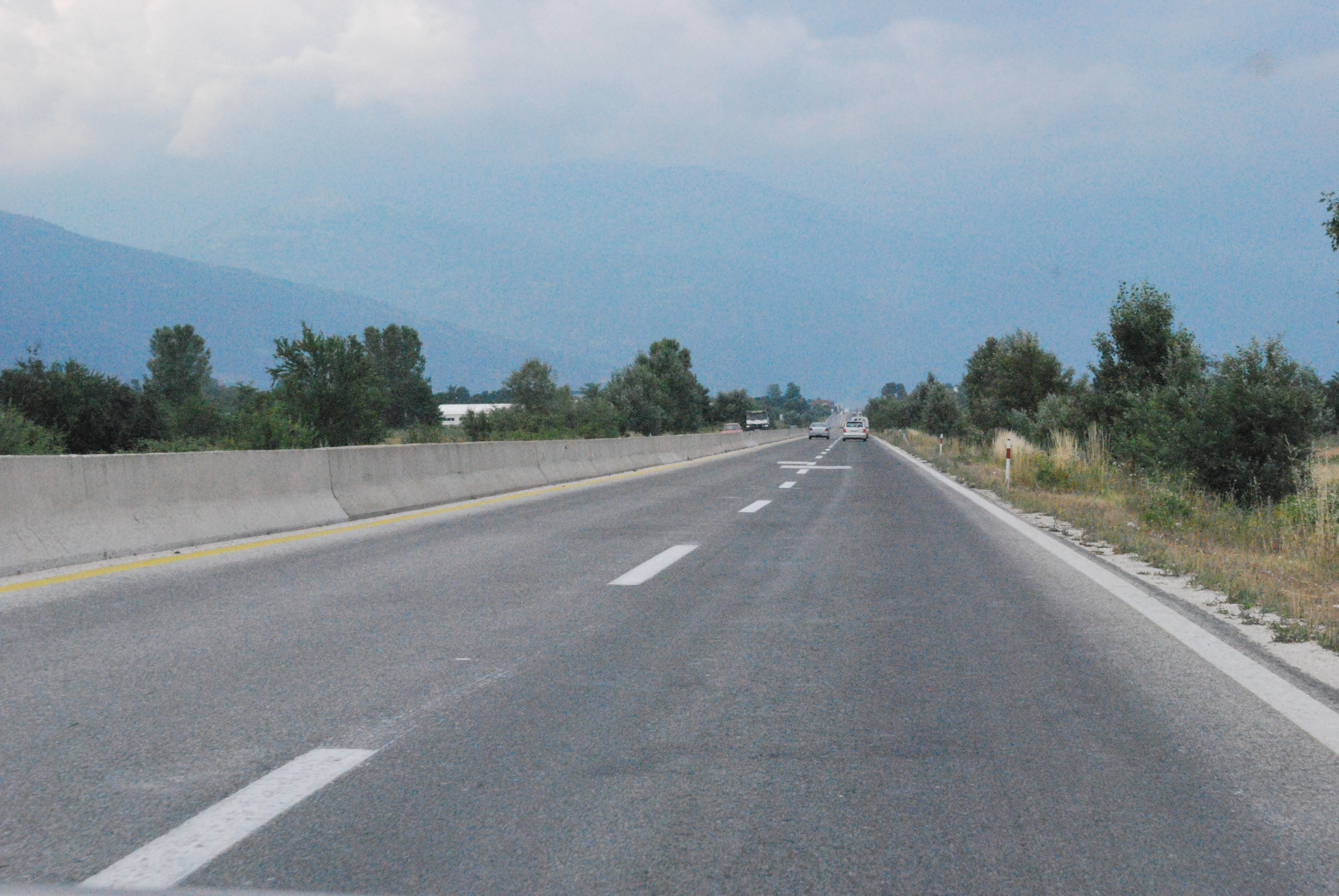
Die A2 (alt M4) zwischen Tetovo und Gostivar (2010)

Der mittlere Abschnitt der A2 ist von Miladinovtsi bis nach Gostivar als Autobahn fertiggestellt. Der Autobahnabschnitt zwischen Tetovo und Gostivar soll grundsaniert und um einen Standstreifen ergänzt werden. Der Bereich zwischen Gostivar und Kičevo befindet sich in der Planungsphase. Im weiteren Verlauf bis nach Ohrid befindet sich der Bau der Autobahn kurz vor dem Abschluss und soll Ende 2023[veraltet] für den Verkehr freigegeben werden.
Der Abschnitt von Ohrid bis zur Grenze nach Albanien befindet sich in der Planungsphase und soll mit einem neuen Grenzübergang anders geführt werden als bisher. Dabei soll der Grenzübergang auf eine niedrigere Höhe gebracht werden, um den kurvenreichen Abschnitt vor Elbasan (AL) etwas zu umgehen. Der gesamte Abschnitt ab Gostivar bis zur Grenze Albaniens ist eine kurvenreiche Straße, die vor allem von Sommertouristen befahren wird, die Ohrid und Struga besuchen.
Der nördliche Abschnitt der A2 zwischen Kriva Palanka und Kumanovo soll bis zur bulgarischen Grenze zu einer Schnellstraße umgebaut werden.

#### Umfahrung Skopje
Dieses Autobahnteilstück entlastet die Innenstadt vom Schwerverkehr und verkürzt zudem die Fahrzeit auf dem Paneuropäischen Korridor Nr. VIII erheblich. Die Strecke ist 27 Kilometer lang. Sie wurde Ende Juni 2009 eröffnet.

### A3 (alt M5)
Die A3 ist mit rund 300 Kilometern die längste Nationalstraße Nordmazedoniens und verläuft in Ost-West-Richtung. Sie enthält aber keinen einzigen Kilometer Autobahn.
Der Abschnitt zwischen Prilep und Bitola befindet sich zurzeit in der finalen Planungsphase und soll zu einer Autobahn ausgebaut werden.

### A4 (alt M3 und M6)
Die A4 ist nördlich eine gut ausgebaute Nationalstraße von Skopje nach Kosovo, wo im Abschnitt an der kosovarischen Grenze mit dem Bau einer neuen Autobahn begonnen wurde. Ihre Länge beträgt nur in etwa 2 km und soll an die kosovarischen Autobahn R7 angeschlossen und dabei bis Ende des Jahres 2023[veraltet] für den Verkehr freigegeben werden. Der weitere Verlauf bis Skopje befindet sich in der Planungsphase und soll auf einer neuen Trasse gebaut werden.
Von Skopje aus kann die Stadt Štip seit 2021 auf kürzestem Weg über die neue A4 via Miladinovtsi erreicht werden. Sie ist eine der wichtigsten Wirtschaftsverkehrsachsen Nordmazedoniens. Im weiteren Verlauf wurde von Štip bis Strumica die vorhandene Nationalstraße grundlegend saniert und zu einer Schnellstraße ausgebaut.

## Autobahngebühr
Die Gebühren für die zwei bestehenden Autobahnen in Nordmazedonien können in bar oder mit Coupons bezahlt werden:
- Skopje-Gostivar: 1,64 Euro/100 Denar
- Kumanovo-Gevgelija: 2,95 Euro/180 Denar

Im Großraum Skopje werden keine Gebühren erhoben.